# مایکل دل
مایکل ساول دل (به انگلیسی: Michael Saul Dell) متولد ۱۹۶۵ شهر هیوستون، در یک خانواده یهودی، رئیس و بنیانگذار شرکت رایانه‌ای دل کامپیوترز است.
او دانش‌آموخته دانشگاه تگزاس در آستین است.
دل دوران تحصیل ابتدایی را در مدرسهٔ هراد هیوستون گذراند. دل از همان سنین کودکی به‌صورت پاره‌وقت به فعالیت جزئی در خرید و فروش سهام مشغول بود. او علاقهٔ زیادی به دنیای کامپیوتر از خود نشان می‌داد و در هفت سالگی با خرید یک ماشین‌حساب، مسیر زندگی خود را به سمت فناوری‌های دیجیتال مشخص کرد.
بر طبق نشریه فوربز، در سال ۲۰۰۹، او با بیش از ۱۲ میلیارد دلار سرمایه، بیست و پنجمین مرد ثروتمند جهان بود.
او نزدیک به ۱۰۰ میلیون دلار از ثروت شخصی خود را خرج وقف به مراکز علمی و پزشکی و مراکز یهودی در تگزاس نموده‌است.